# Marienstein (Falkenstein)
Marienstein, auch Marnstein, ist ein Gemeindeteil des oberpfälzer Markts Falkenstein im Landkreis Cham.
Der Weiler auf dem Kirchberg (529 m ü. NHN) über dem Perlbachtal liegt auf der Gemarkung Au.

## Erste Belege
Im Lauf der Jahrhunderte veränderte sich der Ortsname von Ernstain über Mandlstoa, Marnstein zu Marienstein.
Der Name Marienstein weist nicht auf einen Marienwallfahrtsort hin, sondern leitet sich von Ernstain oder Märnstein ab und lässt vermuten, dass auf dem Ernstein ursprünglich eine Burg stand oder ein kultischer Mittelpunkt aus der Frühzeit war. Historiker gehen davon aus, dass sich in Marienstein sogar schon in vorchristlicher Zeit eine Kultstätte befand.
Aus dem beginnenden 16. Jahrhundert stammt auch die Madonnenfigur, die sich früher in Marienstein und jetzt im Pfarrhof Falkenstein befindet.

## Geschichte der Kirche
Eine Sage berichtet Man schrieb das Jahr 1525 und die Bachler wie die Bewohner der Altgemeinde Au wegen des vorbeifließenden Perlbaches auch heute noch von den Einheimischen genannt werden, standen unter der Herrschaft der Satzenhofer vom Sengersberg. Zwei Brüder wohnten damals innerhalb des Burgfriedes, doch sie standen sich stets feindlich gegenüber. Hass erhitzte die Gemüter der beiden Streithähne und letztendlich wurde einer zum Mörder seines Bruders. Um von dem furchtbaren Fluch des Tötens befreit zu werden, unternahm der Mörder eine Wallfahrt nach Rom und kehrte mit dem Gelöbnis zurück, auf dem Mandlstoa eine Kapelle zu errichten. Und so wurde auf einem gewaltigen Felsen ein kleines Kirchlein erbaut, dass ob seines steinigen Untergrundes dem Felsenmanne Petrus zum Schutz empfohlen wurde. Die Sage erzählt, dass der Brudermörder tiefe Scham über seine grauenvolle Tat empfand und sich deshalb von den Leuten nicht mehr sehen lassen wollte. Um aber dennoch in sein Sühnekirchlein gelangen zu können, ließ er vom nahegelegenen Sengersberg hoch über die Auen des Perlbaches eine Hängebrücke bauen, die ohne Pfeiler sich in einem mächtigen Bogen zum Mandlstoa herüberwölbte. Auf der Rückseite der so genannten Hohen Wacht, eines gewaltigen Felsens, auf dem der heutige Kirchturm aufsitzt, sieht man heute noch die zwei eingehauenen Löcher, in denen die Traghölzer ruhten.
Eine andere Sage aus der Entstehungszeit lasst die einstige Auseinandersetzung zwischen Christentum und Heidentum erahnen:
Am Tage der Einweihung der neuen Kirche lief am frühsten Morgen der Teufel in Gestalt eines riesigen Schweins mit fürchterlichem Grunzen um den Kirchberg, um die Gläubigen zu vertreiben. Sein Plan aber schlug fehl, denn das Volk eilte zur Kirche, schloss sich dort ein und rief Petrus um Hilfe an. Der schwertgewaltige Heilige erschien sofort auf dem Märnstein und schlug dem Schwein mit einem einzigen Streich den Kopf ab. Der erstarrte sogleich zu Stein und ist heute noch als mächtiger Felsblock, Schweinskopf genannt, zu sehen. Den übrigen Teil des wilden Tieres war Petrus in heiligem Zorn ins Tal hinunter. Ein Weiler und der gleichnamige Bergrücken „Schweinsberg“ erhalten diese Sage noch heute lebendig.
Die Entstehungsgeschichte der Kirche in Marienstein kann man urkundlich nicht nachweisen. Vermutet wird, dass sich im Mittelalter auf dem Marienstein eine Burganlage mit Kapelle befand, die möglicherweise durch die Hussiten zerstört wurde.
Aus den Visitationsberichten der Jahre 1559 und 1590 geht hervor, dass die Kirche in Marienstein schon von Anfang an dem hl. Petrus geweiht ist und gehörte zur Pfarrei des 14 km entfernten Ortes Zell. Als 1556 der pfälzische Teil der Pfarrei Zell protestantisch wurde, gehörte Marienstein zur katholischen Seite.
Die alte Kirche von Marienstein, zu der auch ein Pfarrhaus (auf dem Wiedenhof), ein Mesnerhaus und ein Friedhof gehörten, wurde 1719 abgebrochen. Die neue Kirche war größer und kostete 1.558 Gulden. Sie wurde am 10. August 1729 vom Regensburger Bischof Gottfried Langwerth von Simmern eingeweiht. Im März 1821 brannten Teile der Kirche infolge eines Blitzschlags nieder; sie wurden aber gleich danach wieder aufgebaut. So konnte die Kirche – in der Form, wie sie heute noch steht – bereits im Oktober des gleichen Jahres samt einer Orgel feierlich eingeweiht werden.
Die Kirche ist ein einfacher Bau mit drei Fensterachsen, der gegen Osten hin abgerundet ist. An der Westseite ist ein Turm vorgesetzt, der in der unteren Hälfte viereckig und in der oberen achteckig ist; an der Spitze befindet sich der Zwiebelturm. Der Altar besteht aus marmoriertem Holz, weist seitlich Laub- und Bandwerk auf und ist in den Jahren 1719–1729 hergestellt worden. Das Bild in der Mitte stellt die Schlüsselübergabe Jesu an Petrus dar. Darüber befindet sich ein kleines Bildnis mit Papstkrone und Hirtenstab, den Symbolen für den heiligen Petrus. Links und rechts vom Hochaltarbild wird auf zwei Tafeln Bezug zum Leben Mariens genommen: links Marias Gang zu Elisabeth, rechts die Verkündigung der Geburt des Herrn. An der Nordseite befindet sich eine bemalte Holzstatue der Madonna, mit beiden Armen das Kind hält, das nur mit einem Lendentuch bekleidet ist. Auf Grund der plastischen Merkmale wird angenommen, dass es sich bei dieser Statue um eine Arbeit aus dem 15. bzw. Anfang des 16. Jahrhunderts handelt. Diese ist der Mittelpunkt der Wallfahrt. Die Glasfenster, die während der letzten Renovierung 1978 von B. Spreng, Falkenstein, entworfen wurden, nehmen direkt Bezug auf Peter und Paul. An der Nordseite zeigen sie Petrus, den Menschenfischer, beim Fischfang, in der Mitte Petrus mit den Schlüsseln und das hintere Bild zeigt die Kreuzigung des Petrus. Die Südseite stellt Szenen aus dem Leben des heiligen Paulus dar: vorne Paulus in der Pharisäerschule, in der Mitte Paulus als Verfolger der Christen und hinten das Martyrium durch Enthauptung mit dem Schwert. Vom selben Künstler wurden die beiden Fenster beim Eingang entworfen. Das eine zeigt Christus am Ölberg, das andere die Steinigung des heiligen Stephanus. An der Nordseite befindet sich zusätzlich an der vorderen Ecke eine einfache Plastik, die Maria im Rosenkranz darstellt. Außerdem ist ein Gemälde der Verkündigung Mariens angebracht, das offensichtlich aus dem 18. Jahrhundert stammt.
1848 wurde ein Treppenaufgang mit 92 behauenen Steinstufen angebaut.

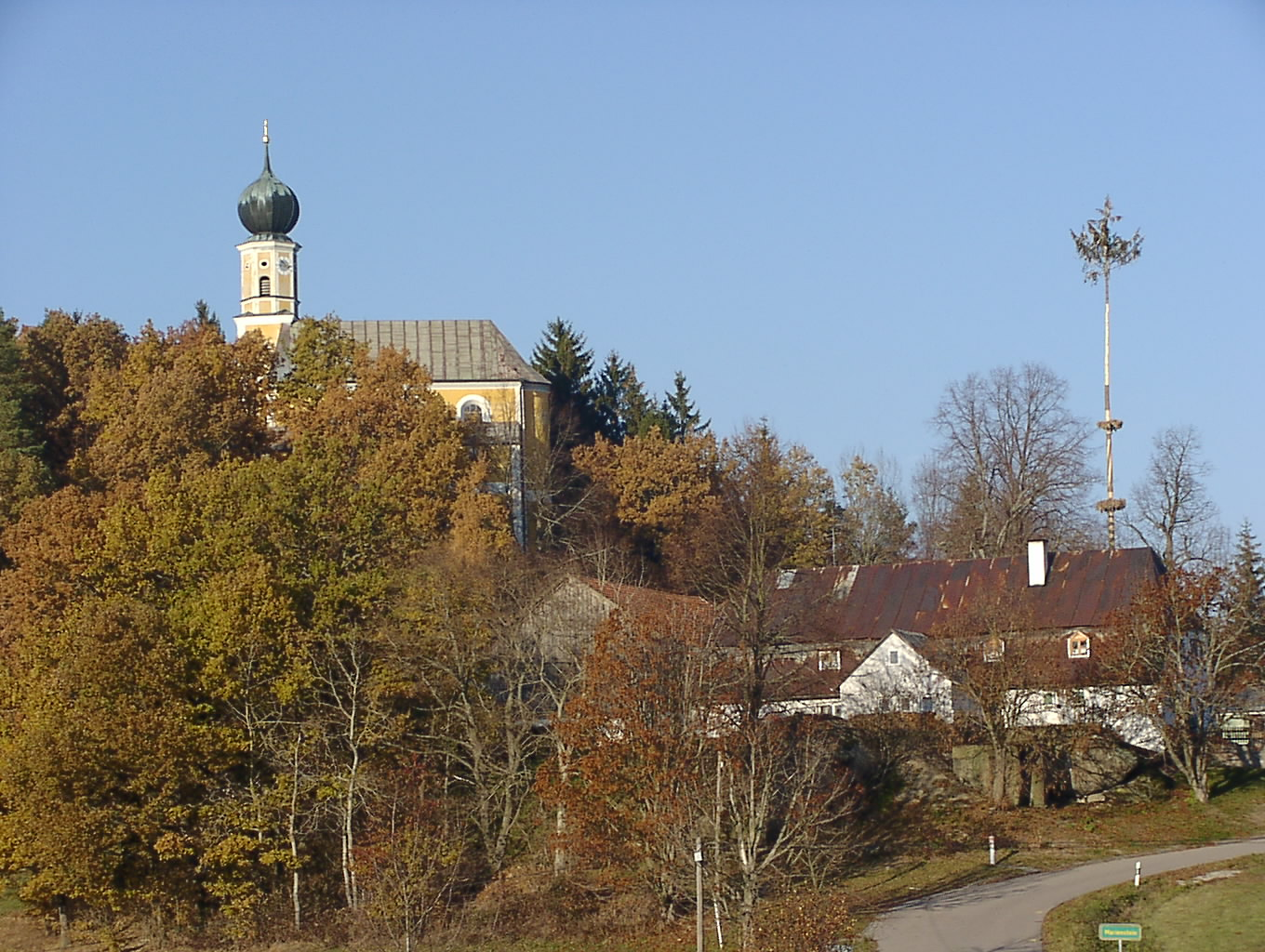
Filialkirche und Wirtshaus

Da in Marienstein kein eigener Priester mehr war, ging zu Beginn des 19. Jahrhunderts der Pfarrer bzw. sein Kooperator von Zell jeden zweiten oder dritten Sonntag zu der Filialkirche. Diese ausgedünnte Betreuung führte dazu, dass Marienstein ab 1838, allerdings ohne Erfolg, die Auspfarrung nach Arrach und später in die 1923 neu gegründete Pfarrei Falkenstein anstrebte. Die Umpfarrung nach Falkenstein konnte 1938 verwirklicht und damit verbunden – mit partieller Unterstützung durch das Kloster Hofstetten – der regelmäßige Sonntagsgottesdienst gewährleistet werden. 1923 bekam Marienstein auch wieder einen eigenen Friedhof.
Im 20. Jahrhundert wurde die Mariensteiner Kirche mehrfach renoviert. So zum Beispiel 1929 anlässlich des 200-jährigen Jubiläums als unter anderem der Falkensteiner Kirchenmaler Rudolf Schmalzl bei der Neugestaltung mitwirkte. 1949 wurde eine Sakristei an die Kirche angebaut. Die 1953 gekaufte Orgel ersetzte man 1993 durch eine digitale Orgel. Bei einer umfassenden Innenrenovierung wurden ab 1996 zum einen das ganze Mobiliar aufbereitet und eine Heizung eingebaut und zum andern sämtliche Figuren und der Hochaltar restauriert sowie zwei Deckenmalereien von dem Künstler Franz Berg aus Michelsneukirchen geschaffen. Im Jahr 2000 waren diese Renovierungen abgeschlossen.

## Schule und Wirtshaus
Die Schule in Marienstein war nicht viel jünger als die Kirche. Das Mesnerhaus diente zugleich als Schulhaus; Hauptberuf des Mesners war lange Zeit die Schneiderei. Schulunterricht, der lange freiwillig war, gab es nur im Winter. Als erster hauptamtlicher Lehrer wurde 1827 Franz Xaver Sturm angestellt. 1836 wurde Marienstein durch das bischöfliche Ordinariat zur Schulexpositur erhoben und der Priester Karl Rath zum ersten Schulexpositus ernannt. Als diese Position 1885 nicht mehr besetzt werden konnte, musste die Regierung einen Lehrer anstellen.
Bis in die 1960er Jahre wurde das alte Schulhaus von der Lehrersfamilie bewohnt und die Schüler von der 1. bis zur 8. Klasse in einem einzigen Schulzimmer unterrichtet. 1961 entschloss man sich, ein neues Schulhaus als zweiklassige Volksschule zu bauen. Im Zuge der Schulreform wurde 1982 der Unterricht in Marienstein ganz eingestellt. Das alte Schulhaus wurde an Privatleute verkauft und das neue als „Haus Sankt Georg“ der KLJB Marienstein und den anderen ortsansässigen Vereinen zur Verfügung gestellt.
Das wie die Kirche und das alte Schulhaus ebenfalls uralte denkmalgeschützte Wirtshaus, das seit vielen Generationen von der Familie Eder betrieben wird, hat für Marienstein nach wie vor große Bedeutung. Zum einen treffen sich in diesem Gasthof nicht nur sonntägliche Gottesdienstbesucher, sondern auch weiterhin Vereine und die Leute aus der Umgebung, die bis 1971 die eigenständige Gemeinde Au gebildet hatten. Zum andern werden das „schöne Bergkirchlein“ und die „Ausflugsgaststätte Eder“ in zahlreichen Tourismus-Prospekten immer zusammen genannt, wenn bei den Sehenswürdigkeiten des Vorderen Bayerischen Waldes von Marienstein die Rede ist.